# Portos e Caminhos de Ferro de Moçambique

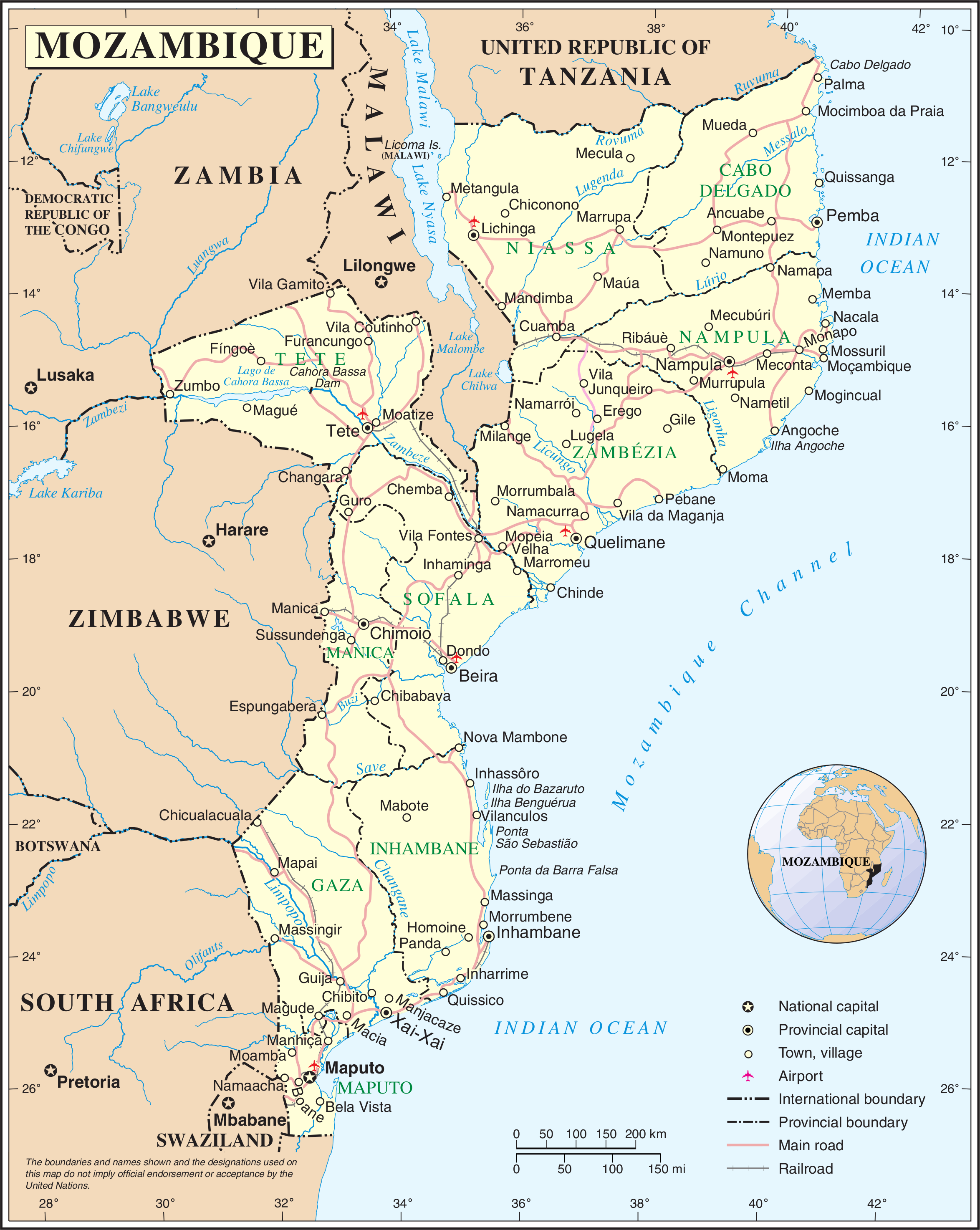
Karte mit Eisenbahnstrecken in Mosambik

Portos e Caminhos de Ferro de Moçambique (CFM), zu Deutsch „Häfen und Eisenbahnen von Mosambik“, ist die staatliche Eisenbahngesellschaft Mosambiks. Sie ist aufgeteilt in die drei Gesellschaften CFM-Süd, CFM-Zentral und CFM-Nord. Seit 2004 wurden Teile dieses Netzes privatisiert. Alle drei lassen sich den wichtigsten Häfen Mosambiks zuordnen: Maputo, Beira und Nacala. Die Strecken der einzelnen Gesellschaften sind nur über Strecken in Nachbarländern miteinander verbunden: CFM-Süd über die Limpopo-Linie nach Harare und von dort über den Beira-Korridor zu CFM-Zentral, von dort über die Malawi-Linie nach Nkaya in Malawi und von dort über Nayuchi und Cuamba nach Nacala zu CFM-Nord. Vor allem der Handel mit der Republik Südafrika wird auf diesen Transportrouten abgewickelt, oft mit Lokomotiven und Güterwagen der Transnet Freight Rail. Alle Strecken sind kapspurig, mit Ausnahme der Strecke zwischen Maputo und Südafrika sind sie eingleisig.
Der mosambikanische Staat ist bis heute über das Instituto de Gestão das Participações do Estado Haupteigentümer des Unternehmens.

## CFM-Süd

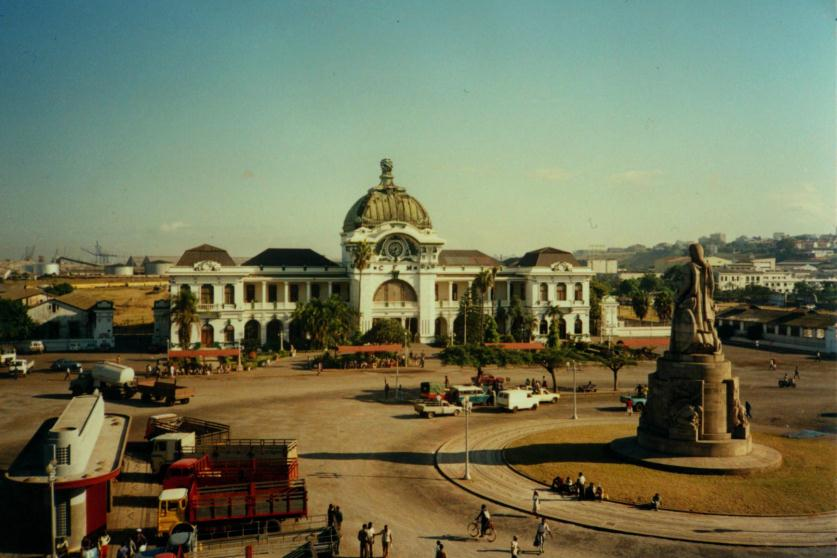
CFM-Hauptbahnhof von Maputo, fotografiert 1988

Die CFM-Süd betreiben ein Streckennetz von 1070 Kilometern, das aus drei Strecken besteht: Maputo–Ressano Garcia an der Grenze zur Republik Südafrika; Maputo–Goba an der Grenze zu Eswatini, Maputo–Malvernia an der Grenze zu Simbabwe (Limpopo-Linie) und Anschluss an die National Railways of Zimbabwe. Der Oberbau ist in sehr gutem Zustand und lässt eine Achslast von 20 Tonnen zu. 1984 standen 97 Diesel- und 85 Dampflokomotiven sowie elf Triebwagen zur Verfügung. Außerdem verfügen die CFM-Süd über 3299 Güter- und 91 Reisezugwagen. Da Maputo ein sehr wichtiger Exporthafen für Südafrika ist, ist die Ausstattung der CFM-Süd entsprechend.

## CFM-Zentral
Die CFM-Zentral hat ein Streckennetz von 994 Kilometer, das aus drei Strecken besteht: Beira–Mutare in Simbabwe (Beira-Korridor); Beira–Makhanga Border Station in Malawi (Malawi-Linie); in Dona Ana an der Malawi-Linie zweigt eine weitere Strecke ab nach Moatize ab. Diese sogenannte Sena-Linie nach Moatize wurde 2006 für 165 Millionen US-Dollar ausgebaut. Geplant ist eine Weiterführung der Strecke von Moatize nach Nordosten über Mwanza und nach Blantyre (Malawi), um so auch Nacala auf kürzerem Wege zu erreichen. Dafür wurden Kosten von einer Milliarde US-Dollar veranschlagt. Die zulässige Achslast beträgt 16 Tonnen. Die CFM-Zentral verfügten 1984 über 61 Diesel- und 22 Dampflokomotiven sowie acht Triebwagen. Zudem standen 3330 Güter- und 84 Reisezugwagen zur Verfügung. Davon dürfte zurzeit nur ein Bruchteil betriebsfähig sein.

## CFM-Nord
Die CFM-Nord gehören zum Hafen Nacala. Ihre Stammstrecke mit einer Länge von 918 Kilometer führt von Nacala nach Nampula und Lichinga (früher: Vila Cabral) am Malawisee. Von Cuamba führt ein Abzweig nach Malawi und schließt an das Streckennetz der Eisenbahn Malawis an. Diese Eisenbahn verfügte 1984 über 30 Diesel- und 26 Dampflokomotiven (sechs davon waren 2004 betriebsfähig) sowie sechs kleinere Triebwagen. Für den Transport stehen 967 Güterwagen unterschiedlicher Bauarten und 44 Reisezugwagen zur Verfügung. Der Oberbauzustand ist streckenweise schlecht und erlaubt nur Geschwindigkeiten von 25 km/h. Die CFM-Nord wurden privatisiert, sie werden von der Investorengruppe Insitec betrieben, die auch den Schienenverkehr in Malawi betreibt.

## Weitere Eisenbahnstrecken der CFM in Mosambik

### Strecke Quelimane–Mocaba
Die Stadt Quelimane ist Endstation einer 120 km langen Eisenbahnstrecke nach Mocuba im Hinterland. Quelimane hat einen regionalen Flughafen und verfügt über einen Flusshafen, den auch größere Seeschiffe anlaufen können, die Seetransportverbindungen nach Maputo, Südafrika und sogar direkt nach Europa herstellen. Auf der Strecke findet neben Güter- auch Reiseverkehr statt.

### Ressano–Garcia-Strecke
- - Größte Neigung: 14,6 ‰
  - Schienenmasse: 54 kg/m
  - Schwellenabstand: 0,7 m
  - Schwellenart: Beton
  - Kleinster Bogenradius: 150 m
  - Maximale Zuglänge:

### Goba-Strecke
- - Größte Neigung: 25 ‰
  - Schienenmasse: 45 kg/m
  - Schwellenabstand: 0,7 m
  - Schwellenart: Holz
  - Kleinster Bogenradius: 150 m
  - Maximale Zuglänge: 300 m / 500 m

### Limpopo-Strecke
- - Größte Neigung: 15 ‰
  - Schienenmasse: 45,3 kg/m
  - Schwellenabstand: 0,7 m
  - Schwellenart: Holz
  - Kleinster Bogenradius: 150 m
  - Maximale Zuglänge: 140 Achsen

### Machipanda-Strecke
- - Größte Neigung: 24 ‰
  - Schienenmasse: 30 kg/m
  - Schwellenabstand: 0,7 m
  - Schwellenart: Holz
  - Kleinster Bogenradius: 100 m
  - Maximale Zuglänge: 120 Achsen

### Malawi-Strecke
- - Größte Neigung: 1,5 ‰
  - Schienenmasse: 30,4 kg/m
  - Schwellenabstand: 0,7 m
  - Schwellenart: Holz
  - Kleinster Bogenradius: 200 m
  - Maximale Zuglänge: 140 Achsen

### Moatize-Strecke
Die Strecke ist vor allem für den Abtransport der Kohle aus dem Kohlerevier Tete wichtig.
- - Größte Neigung: 18 ‰
  - Schienenmasse: 30 kg/m
  - Schwellenabstand: 0,7 m
  - Schwellenart: Holz, Stahl
  - Kleinster Bogenradius: 300 m
  - Maximale Zuglänge: 120 Achsen

### Strecke Nacala–Lichinga
- - Größte Neigung: Nacala–Nampula 18 ‰, Nampula–Cuamba 20 ‰, Cuamba–Lichinga 10 ‰
  - Schienenmasse: 30 kg/m
  - Schwellenabstand: 0,7 m
  - Schwellenart: Holz
  - Kleinster Bogenradius: 200 m
  - Maximale Zuglänge: 120 Achsen

## Sport und Fußball
Portos e Caminhos de Ferro de Moçambique (CFM) ist der Eigentümer mehrerer mosambikanischer Fußballvereine, darunter die Erstliga-Klubs Ferroviário Maputo, Ferroviário Nampula, Ferroviário Beira und Ferroviário Lichinga. Alle wurden 1924 von einer Gruppe Eisenbahnmitarbeiter als Betriebssportmannschaften gegründet, tragen den Namen „Clube Ferroviário“ (deutsch: Eisenbahn) und haben das gleiche grün-weiße schildförmige Vereinsemblem mit einer von vorne abgebildeten Lokomotive. Die CFM sponsert diese Teams und unterstützt sie finanziell. Im März 2023 kündigte die CFM an, den Bau eines neuen Sportkomplexes für den Erstligaclub Ferroviário Lichinga zu finanzieren. Vor der Präsidentschaft 2014 war Filipe Nyusi bis 2007 Geschäftsführer der CFM und des Profifußballverein Ferroviário Nampula. In der Vergangenheit kündigte die CFM jedoch an, die finanzielle Unterstützung der Vereine zu kürzen, da es zu viele davon gibt. In der Moçambola 2023 waren 6 von 12 Teams Eisenbahnclubs. Nach dem Abstieg von Ferroviário Quelimane und Ferroviário Nacala sind es nur noch 4 (von 12).
Der erfolgreichste von der CFM gesponserte Fußballverein ist Ferroviário de Maputo, der mit 10 Mosambikanischen Meisterschaften Rekordsieger der Moçambola ist. Auch Ferroviário de Beira und Ferroviário Nampula holten mindestens einmal die Liga und einmal den Pokal. Die CFM unterstützt auch einige Vereine in der mosambikanischen Basketballprofiliga, wobei die Teams aus Beira und Maputo am erfolgreichsten sind.

### Ligazugehörigkeit der Eisenbahner 2023 (Fußball)
Moçambola (1. Liga):
- Ferroviário Maputo
- Ferroviário Beira
- Ferroviário Nampula
- Ferroviário Lichinga
- Ferroviário Nacala
- Ferroviário Quelimane

Segunda Divisão (2. Liga):
- Ferroviário das Mahotas
- Ferroviário Gaza
- Ferroviário Inhambane
- Ferroviário Pemba
- Ferroviário Maputo B
- Ferroviario Quelimane B
- Ferroviário Lichinga B
- Ferroviário Beira B

Terceira divisão (Mosambik):
- Ferroviário Moatize